# Doxomysis spinata
Doxomysis spinata är en kräftdjursart som beskrevs av Murano 1990. Doxomysis spinata ingår i släktet Doxomysis och familjen Mysidae. Inga underarter finns listade i Catalogue of Life.